# 約翰·博納
約翰·安德魯·貝納（英語：John Andrew Boehner，/ˈbeɪnər/ BAY-nər；1949年11月17日—），共和黨籍的美国政治人物，曾任美國眾議院議長。

## 生平

### 政治生涯
出生於美國俄亥俄州雷丁，曾任俄亥俄州眾議院議員。
1990年當選為俄亥俄州第八國會選區聯邦眾議員，其後多次以絕對優勢取得連任，2007年起出任眾院少數黨領袖。2010年期中選舉，他領導共和黨重奪眾議院的控制權，2011年1月3日正式出任眾議院議長，成为美国继总统、副总统之后的第三号人物。
2014年烏克蘭親歐盟示威爆發後，他和多位美國政要因支持烏克蘭一同被俄罗斯制裁而被禁止入境；他表示對於被制裁感到“自豪”，且不會停止對烏克蘭獨立和領土完整的支持。
2015年9月25日，貝納宣布將於10月30日辭去議長一職。卸任後，博納加入 Squire Patton Boggs（翰宇國際律師事務所）擔任顧問。

## 獲獎與榮譽
- 旭日大绶章（日本，2016年11月3日公布[3]，2017年3月14日于东京颁发[4]）

## 個人生活
1973年結婚，育有兩女。

## 軼事
电视脱口秀接受主持人“拷问”在政坛似乎越来越普遍，连平日一本正经的博纳也无法幸免。2014年1月23日，在NBC的“深夜秀”（The Tonight Show）上，面对主持人杰·雷诺的追问，博纳以插科打诨的方式宣告无意参选总统；由于博纳喜好抽烟，因此在杰·雷诺百般追问是否会寻求“更上层楼”时，博纳说：“你听好，我喜欢打高尔夫球，喜欢自己除草，我喝红酒，也抽香烟，我可不愿为了当美国总统，而放弃这个嗜好。”

## 外部連結
- 官方网站

| 前任： 南希·佩洛西 | 美國眾議院議長 2011年-2015年 | 繼任： 保羅·瑞安 |